# هنري بيدنجفيلد

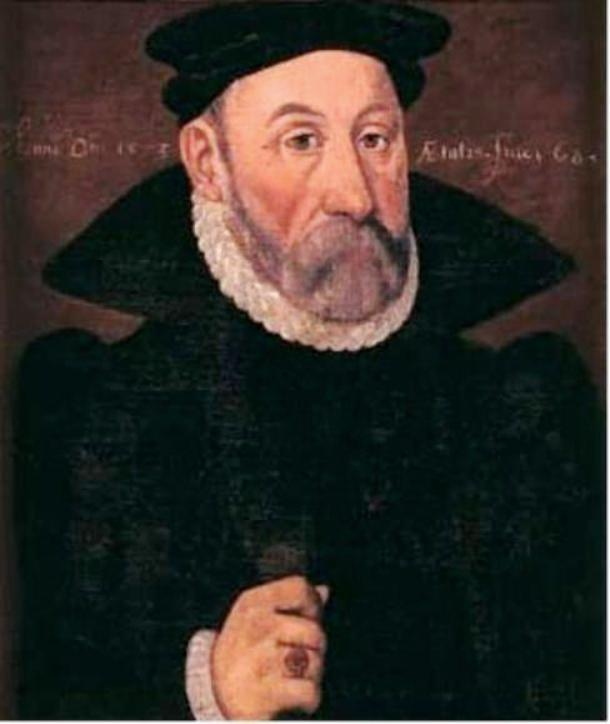
السير هنري بيدنجفيلد (1505–1583)، عن عمر يناهز 68 عامًا عام 1573

السير هنري بيدنجفيلد (1505  – 1583 )، يلفظ أيضًا بيدنجفيلد، من قاعة أوكسبورج، كينجز لين، نورفولك، كان مستشارًا خاصًا للملك إدوارد السادس والملكة ماري الأولى و ملازم برج لندن و في عام 1557 نائب مجلس الأسرة وقائد الحراس. كان مع السير هنري جيرنجهام من بين الشخصيات الرئيسية الذين احتشدوا لقضية ماري بعد وفاة إدوارد السادس عام 1553 وساعدوها في الوصول الى العرش. لقد كان شخصية بارزة في مجموعة القرابة من فرسان ملاك الأراضي الكاثوليك المرتدين في سوفولك. نظرًا لمسؤوليته عن حضانة إليزابيث، أخت ماري الأولى غير الشقيقة عندما كانت في برج لندن وفي وودستوك فقد عانت سمعته من ادعاءات متكررة بخصوص شدته تجاهها: لكن الملكة إليزابيث كانت تحترمه واستمرت في إيجاد وظائف له. وكان من بين أبرز الإنجليز في عصره وشغل مناصب مرموقة ومشرفة وكان يتمتع بالولاء الذي لا جدال فيه.

## الأسرة والتعليم

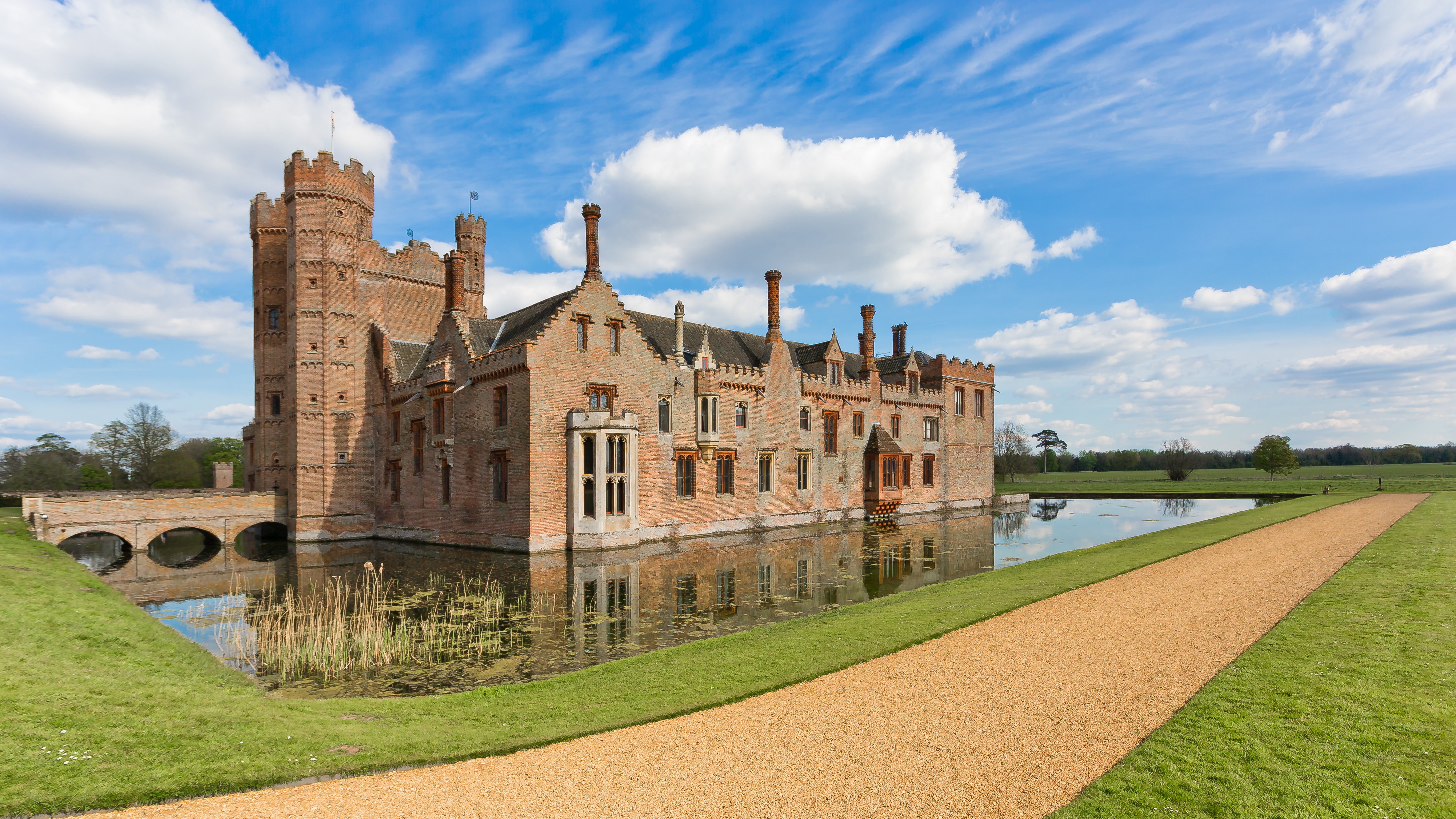
قاعة أوكسبورج، التي بناها جد السير هنري

كان السير هنري الابن الأكبر من بين خمسة أبناء للسير إدموند بيدنجفيلد (1479/80–1553) وزوجته جريس (توفيت في عام 1553 أو بعده)، ابنة هنري مارني، بارون مارني الأول. إخوته هم فرانسيس، أنتوني، همفري وإدموند وأخواته إليزابيث ومارغريت. في فبراير 1527/28، تم قبوله في نزل لينكولن. كانت عائلة بيدينغفيلد مرتبطة ارتباطًا وثيقًا بعائلة بوبري القديمة في أوتويل/أبويل، نورفولك.
خلال ثلاثينيات القرن السادس عشر تزوج من كاثرين (توفيت عام 1581  )، ابنة السير روجر تاونسند من رينهام، نورفولك  وزوجته إيمي برويز، الابنة والوريثة المشاركة لوليام دي بروز من وينهام هول، سوفولك ومن ستينتون هول في نورفولك. في عام 1549 كان واحدًا من العديد من الفرسان والمحترمين والسادة الذين ساعدوا مركيز نورثامبتون في إخماد تمرد كيت في نورويتش حيث تم تعيينه الى جانب السير توماس باستون، السير جون كلير، السير ويليام فالديجريف والسير توماس كورنواليس للدفاع عن جزء من المدينة. بحلول ذلك التاريخ أو بالتأكيد بحلول عام 1551، كان قد حصل على وسام الفروسية.
في عام 1553وهو عام وفاة والده  واعتلاء الملكة ماري العرش، خلف السير هنري بيدنجفيلد والده وريثًا لعقار أوكسبورج والقاعة التي بناها جده، السير الأكبر السير إدموند بيدنجفيلد، (توفي 1496/ 97). تم انتخاب السير هنري لأول مرة في برلمان مارس عام 1553وهو البرلمان الثاني للملك إدوارد السادس حيث تم انتخابه في تلك المناسبة كفارس لشير سافولك ومن هنا فمن المفترض أنه كان آنذاك مذعنًا للوصاية على مقاطعة دوق نورثمبرلاند.

## حياة مهنية
شغل بيدنجفيلد مناصب مختلفة بما في ذلك مستشار الملكة الخاص للملك إدوارد السادس والملكة ماري الأولى،  حارس، (في 1555)كان ملازم برج لندن،  و (في 1557) قائد الحرس ونائب البيت لماري الأولى.
بعد وفاة الملك إدوارد السادس عام 1553، كان السير هنري بيدنجفيلد و(السير) هنري جيرنجهام (مع السير ويليام دروري، جون سوليارد، السير جون شيلتون وكليمنت هيغام وآخرين) داعمين للغاية في وضع ماري تيودور على العرش. قدموا مساعدتهم لها في كينينغهال أو فراملينجهام مع 140 رجلاً مسلحين جيدًا. أعلن بيدنجفيلد الملكة في نورويتش. تمت مكافأته بعد ذلك على ولائه بمعاش سنوي قدره 100 جنيه إسترليني من ممتلكات السير توماس وايت. عينته الملكة ماري مستشارًا خاصًا ومشيرًا فارسيًا لجيشها. في ضوء هذا الولاء، تم انتخابه لعضوية البرلمان الأول في عهد ماري في أكتوبر 1553 كواحد من فرسان المقاطعة لنورفولك ومرة أخرى في البرلمان اللاحق لعام 1554.
في مارس 1554، وضعت ماري (بعد تمرد وايت ) أختها غير الشقيقة الأميرة إليزابيث في برج لندن. كانت تدرك بالتأكيد أن والدتها كاثرين من أراغون بقيت محتجزة في وقت لاحق من حياتها في كيمبولتون في عهدة والد السير هنري. لقد عهدت الآن إلى السير هنري بوصاية الأميرة إليزابيث وعينته شرطيًا في برج لندن في 8 مايو وأمرته بحراسة إليزابيث في قصر وودستوك حيث بقي معها حتى مارس 1555.
جون فوكس، في كتابه ذا اكت اند مونيومينت (the Acts and Monuments)، اغتنم كل فرصة لتشويه شخصية بيدنجفيلد وصوره على أنه صارم وقاسٍ تجاه مسؤوليته على الاميرة  على الرغم من أن إليزابيث بعد اعتلائها العرش عام 1558، اعتادت أن تخاطب السير هنري في المحكمة باسم " إلا أن معظم الناس يتفقون على أن المصطلح ربما تم تطبيقه بشكل فضفاض وبروح طيبة. كتب بلومفيلد : "يبدو أن هذا كان مصطلحًا يتعلق بالألفة الملكية وليس الازدراء؛ لأنه لو كان الأمر كذلك، لكان نادرًا ما كان في المحكمة كما يبدو أنه كان كذلك عادةً". تشير المراسلات، التي نشرها سي آر مانينغ إلى أن بيدنجفيلد تصرف بطريقة مهذبة تجاه الأميرة: لاحظ جي إم ستون، مشيرًا إلى أن إليزابيث منحت قصر كالديكوت له، لقد كان جون ستريب، الأسقف بيرنت  والسير ريجينالد هينيل يتابعون رواية فوكس دون انتقاد.
يوجد وصية من ماري إلى بيدينغفيلد تقول فيها له أن يقوم بتسليم أوامره إلى الحامل جون سوليارد، وأن يستلم منه أوامرها كما لو كانت من نفسها، وأن ينفذها دون تردد. تم تعيين السير هنري كنائب لحارس برج لندن في 28 أكتوبر 1555، بعد استقالة توماس بريدجز. كان من بين السجناء الذين كانوا تحت حراسته السير بيتر كاريو، ،السير نيكولاس أرنولد، السير ويليام كورتني والسير جون براي. مرت العديد من الحوادث السيئة في برج لندن خلال فترة حكم بيدينغفيلد له بما في ذلك التعذيب والإعدامات الناتجة عن مؤامرة هنري دادلي في عام 1556 والتراجع القسري للسير جون شيك بعد وفاة إدوارد ليوكنور ببضعة أيام. مع ذلك، تم السماح لعدة سجناء تحت رعايته بالتواصل مع زوجاتهم أو أفراد عائلاتهم ويبدو أن السير هنري كان مترجمًا مطيعًا لأوامر مباشرة من ماري في هذه القضايا بدلاً من أن يكون المبادر الفعلي في الممارسات الاستبدادية أو الانتقامية.
كان صديق بيدنجفيلد وزميله مستشار الملكة الخاص هو السير هنري جيرنجهام، في 25 ديسمبر 1557 أصبح السير إدوارد هاستينغز اللورد الكبير للبيت الملكي والسير توماس كورنواليس المراقب المالي ، لذلك أصبح هنري جيرنجهام رئيس الفرسان وتولى هنري بيدنجفيلد جيرنجهام منصب اللورد الكبير للبيت الملكي و أصبح قائد الحرس. كلاهما حافظ على صداقته مع السير جون بورن وهو أيضًا مستشار خاص ووزير للخارجية في عهد ماري الأولى ثم أعيد انتخابه للمرة الثالثة والأخيرة بصفته فارس المقاطعة عن نورفولك في برلمان عام 1558.
مع وفاة الملكة ماري وتولي إليزابيث العرش عام 1558، انسحب السير هنري من المناصب العامة واعتزل في نورفولك على الرغم من احتفاظه بعلاقاته في المحكمة. وفقًا لفوكس، يقال إن إليزابيث لم تشجع حضوره قائلة "إذا كان لدينا أي سجين نريد ان نحتفظ به بشدة وصرامة، فسنرسل إليك!" . ظل السير هنري متمسكًا بشدة بالعقيدة الكاثوليكية، وفي سنواته الأخيرة واجه تحديًا بسبب ارتداده. في ديسمبر 1569، سلم قضاة سوفولك إلى مجلس الملكة الخاص سندات مختلفة لأولئك الذين رفضوا الاشتراك في إعلان الطاعة لقانون التوحيد 1558 وشملت هذه السندات سند السير هنري بتاريخ 1 ديسمبر 1569، لحسن السلوك تجاه الملكة ومثوله أمام مجلس الملكة الخاص. بلغت قيمة أراضيه 500 جنيه إسترليني وممتلكاته 1000 جنيه إسترليني في أوكسبورج في عوائد أبرشية نورفولك للمرتدين عام 1577  في حفلها الملكي عام 1578 استقبلت إليزابيث ضيافة السير هنري في أوكسبورغ أو كانت تنوي القيام بذلك.

## إليزابيث والسير هنري في وودستوك، 1554-155
المراسلات والأوراق المتعلقة بحبس السير هنري بيدنجفيلد للأميرة إليزابيث قدمها مانينغ بشكل مفيد، ورواها جي إم ستون (1905)،  إف إيه مومبي (1909)  وكاثرين بيدنجفيلد (1912). هؤلاء المؤلفون لا يقللون من مخاوف إليزابيث وأهوالها في الأحداث وولا يشوبون سمعة الشخص الذي كان مسؤولاً عنها بشكل غير ضروري
في برج لندن

تشير الرسالة التالية إلى وصول إليزابيث إلى البرج:
"إلى السيد الفاضل هنري بيدنجفيلد كنت، أعطِ هذه الرسالة، المكتوبة على عجل. واجبي الذي تذكرته هو أن أخبرك أنه في يوم الجمعة تم إرسال جلالة إليزابيث إلى البرج في الساعة 10 صباحًا وسيعقد البرلمان في وستمنستر في اليوم المؤكد مسبقًا، والملكة في صحة جيدة ونشكر لله، الذين يحفظك بمكانة عالية في هذه الجمعة المباركة وأثناء رحلتي في الطريق، تحت إمرتك، توماس والترز." 
وصف مؤرخوه السير هنري بأنه فارس نورفولك الصارم، "الذي عرفت الملكة أنه يمكنها أن تثق بشجاعته ونزاهته". . . ومع ذلك، عندما رأت السير هنري لأول مرة يدخل الفناء الداخلي للبرج مع مائة رجل مسلحين يرتدون معاطفهم الزرقاء تحت قيادته، سألت في ذعر "إذا تمت إزالة منصة الليدي جين ". حاول ملازم البرج تهدئتها بالقول إنه لا يوجد سبب للقلق، لكنه كانت توجيهاته أن يسلمها تحت مسؤولية السير هنري بيدنجفيلد، ليتم نقلها إلى وودستوك. "لم تكن إليزابيث تعرف أي نوع من الرجال كان بيدنجفيلد، وسألت عما إذا كان لديه ضمير للقتل في حالة تكليفه بهذا الأمر".
الرحلة إلى وودستوك
في 19 مايو، تم نقلها من البرج، أولاً بواسطة زورق في ميناء وارف، ثم إلى ريتشموند، حيث أجرت مقابلة مع الملكة. في اليوم التالي عبرت النهر عند ريتشموند لتبدأ رحلتها إلى وودستوك وتلقي الرسائل ووثائق الدولة المتعلقة بهذه الرحلة مزيدًا من الضوء عليها. كانت ملاحظة السير هنري حول هذه القضية كما يلي: "مذكرات تذكارية من جميع الرسائل والأوامر وما إلى ذلك، لماذا يجب أن أعرض فيما يتعلق بالخدمة المتعلقة بنعمة السيدة إليزابيث، والتي التي أمرت بها جلالة الملكة " حيث بدأت هذه الخدمة في 8 مايو 1554 - السنة الأولى من حكمها النبيل".
يبدو أن أنتوني وهمفري وإدموند بيدنجفيلد، إخوة السير هنري، شكلوا جزءًا من الحرس الذي أحضره إلى البرج. في تقرير السير هنري إلى الملكة عن الرحلة من برج لندن إلى وودستوك، أشار إلى أن الناس بين لندن وويندسور لم يكونوا "مهتمين بأمور الدين"... وأنهم "كل منهم كانوا ثابتين في رفض سلطة بابا روما، كما هو الحال حتى الآن، تم إنشاء نظام جميع المؤسسات الخيرية بموجب القانون الأساسي داخل المملكة الخاص بك."  وتستمر الرسالة لتقول إن "جلالة السيدة إليزابيث" لم تكن "مرتاحة للغاية" ومع ذلك فقد أرادت الخروج للمشي، "فيما يتعلق بالطلبات وغيرها من الطلبات المشابهة، فإنني في حيرة من أمري في منحها رغبتها أو في قول لا".

## الموت والنصب التذكاري
تم دفن السيدة كاثرين بيدنجفيلد في أوكسبورو في 7 ديسمبر 1581 والسير هنري في 24 أغسطس 1583. كان وصية السير هنري التي تعطي انطباعًا حيًا عن المجتمع في قاعة أوكسبورج، مؤرخة في 15 أغسطس 1583 وتم الموافقة عليها في 13 نوفمبر التالي.

## أطفال
أبناء السير هنري بيدنجفيلد وكاثرين تاونسند هم:
- إدموند بيدنجفيلد (توفي عام 1585) من إريسويل في سوفولك، الذي تزوج (1) آن ابنة السير روبرت ساوثويل من هوكسن ، سوفولك؛ [32] و (2) آن، ابنة جون مولتون من ثورجارتون، نورفولك ، وكان أطفال إدموند بيدنجفيلد وآن ساوثويل هم:
  1. توماس بيدنجفيلد (توفي في 9 أبريل 1590 [33] ) ، الابن والوريث، [32] تزوج من فرانسيس، وريثة جون جيرنجهام من سومرليتون في سوفولك.[33]
    - السير هنري بيدنجفيلد (1587 [34] -1657 [35] ).[33]
    - ويليام وهو تحت السن القانوني عام 1593.[33]

  2. إدموند بيدنجفيلد من بريستون في نورفولك، تزوج إليزابيث ابنة جون كاستل من رافينينجهام في نورفولك.[32]
    - إدموند بيدنجفيلد.[32]
    - فرانسيس بيدنجفيلد.[32]
    - إليزابيث بيدنجفيلد.[32]

  3. أنتوني بيدنجفيلد.[32]
  4. ماري بيدنجفيلد (توفيت عام 1629 [33] )، تزوجت من السير ويليام كوب (توفي في 27 أغسطس 1607 [36] ) من ساندرينجهام في نورفولك، نايت، [32] حفيد فرانسيس ماونتفورد.[37][38] امتلك نسله ساندرينجهام حتى عام 1686.[38]
  5. آن بيدنجفيلد، زوجة روبرت سكيرن من بوندبي في لينكولنشاير.[32]
  6. الناصرة بيدنجفيلد، زوجة إدوارد يلفرتون من نورفولك.[32] كان كل من الناصرة وزوجها مرتدين أيضًا.[39]
- توماس بيدنجفيلد، [32] رجل نبيل متقاعد للملكة إليزابيث، توفي عام 1613. دفن في كليركينويل سانت جيمس [33]
- جون بيدنجفيلد [32] (توفي عام 1606+) من ريدلينجفيلد في سوفولك.[33]
- نيكولاس بيدنجفيلد، [32] من سواتشال في جيزلنجهام، توفي بدون قضية في عام 1636.[33]
- هنري بيدنجفيلد [32] من ستورستون.[33]
- أليس بيدنجفيلد، متزوجة من (1) توماس كارفيل، الابن الأكبر لهمفري كيرفيل من ويجنهال سانت ماري المجدلية ، نورفولك؛ [33] و (2) هنري سيكفورد، [32] رجل الغرفة الخاصة للملكة إليزابيث.[40]
- إيمي بيدنجفيلد,[33][40] زوجة توماس ويلبراهام، محامي محكمة العنابر.[32]
- إيفا بيدنجفيلد (توفيت عام 1631 [33] )، زوجة ويليام [33] ياكسلي من ياكسلي، سوفولك.[32]
- كاثرين بيدنجفيلد.[32]
- إليزابيث بيدنجفيلد، [32] تزوجت من إدموند ريتشرز من سوانينغتون، نورفولك.[33]
- آن بيدنجفيلد.[32]